# Filiberto Lantelmi
Filiberto Lantelmi, conosciuto come Nantermi (1520 circa – Milano, marzo 1605), è stato un musicista e compositore italiano.

## Biografia
Nei documenti dell'Archivio capitolare della Cattedrale di San Giovanni Battista di Torino è detto "cittadino torinese". Con buona probabilità era suo parente un Filippo Lantelmi, magister cantus (maestro di canto) nella medesima Cattedrale intorno agli anni 1523-1524, nominato come originario di Giaveno. Il cognome è peraltro piuttosto diffuso nell'arco alpino torinese.
Filiberto Lantelmi fu maestro di cappella della Cattedrale di Sant’Eusebio in Vercelli tra il 1559 e il 1561. Successivamente ricoprì il medesimo incarico presso la Cattedrale di San Giovanni Battista di Torino, entrando in servizio il 13 luglio 1562 fino agli inizi del 1566.
Verso la fine degli anni '60 del secolo Lantelmi dovette entrare nelle file della cappella di Santa Maria presso San Celso a Milano, per poi assumere, intorno al 1580, la direzione di tale importante corpo di musica, dove rimase maestro fino al dicembre 1603. Nella parte milanese della sua vita è nominato con il cognome Nantermi (a Milano morì nel marzo 1605).  Si annovera inoltre il breve episodio di un viaggio di Filiberto da Milano a Torino nel giugno 1574: si ipotizza che egli abbia svolto un ruolo di consulente per il capitolo della cattedrale della sua città di origine nel vagliare possibili candidati al posto di maestro di cappella. Il figlio di Filiberto, Orazio Nantermi, entra come fanciullo cantore nella chiesa di Santa Maria presso San Celso di Milano negli anni '70. Orazio affiancò il padre Filiberto nell'incarico di maestro verso la fine della vita di quest'ultimo, quando già aveva introdotto nella cappella anche l'altro figlio Michel'Angelo.
Nel volume Il primo libro de madrigali a cinque voci. Di Michel'angelo Nantermi organista nella Chiesa collegiata insigne di S. Laurentio Maggiore di Milano. Co'l basso continuo per il clavicembalo chitarrone od altro simile istromento. Novamente composti, et dati in luce (Venezia, Ricciardo Amadino, 1609), benché nel frontespizio compaia il solo nome più giovane Michel'Angelo, figurano composizioni di tutti e tre i Nantermi: quattordici brani di Michel'Angelo, due di Orazio e uno di Filiberto, intitolato Cor mio deh non languire. Il testo del madrigale proviene dal Pastor fido di Giovanni Battista Guarini, scritto all'inizio degli anni '80 e pubblicato nel 1590, messo in musica numerosissime volte tra fine Cinquecento e inizio Seicento: si tratta di un brano che Filiberto compose sicuramente negli anni milanesi.